# Yonne (reka)
Yonne (antična Icaunus) je 293 km dolga reka v osrednji Franciji, levi pritok Sene. Izvira ob vznožju Morvana v bližini Château-Chinona, od tam teče proti severu skozi Auxerre, pri Montereauju pa se izliva v Seno.

## Geografija

### Porečje
- Anguison (d)
- Armançon (d)
- Auxois (d)
- Avon (l)
- Beuvron (l)
- Cure (d)
- Gaillarde (d)
- Oreuse (d)
- Ravillon (l)
- Serein (d)
- Tholon (l)
- Vanne (d)
- Vrin (l)

opomba levi pritok (l) - desni pritok (d)

### Departmaji in kraji
Reka Yonne teče skozi naslednje departmaje in kraje:
- Nièvre: Clamecy
- Yonne: Auxerre, Joigny, Sens,
- Seine-et-Marne: Montereau-Fault-Yonne.